# Japans håndboldlandshold (herrer)
Japanske håndboldlandshold er det japanske landshold i håndbold for mænd. De er reguleret af Japans håndboldforbund og deltager også i internationale håndboldkonkurrencer.

## Resultater

### OL
- 1972: 11. plads
- 1976: 9. plads
- 1984: 10. plads
- 1988: 11. plads

### VM i håndbold
- 1961 – 12. plads
- 1964 – 16. plads
- 1967 – 11. plads
- 1970 – 10. plads
- 1974 – 12. plads
- 1978 – 12. plads
- 1982 – 14. plads
- 1990 – 15. plads
- 1995 – 23. plads
- 1997 – 15. plads
- 2005 – 16. plads
- 2011 – 16. plads
- 2017 – 22. plads
- 2019 – 24. plads

### Asienmesterskabet i håndbold
- 1977 –  Guld
- 1979 –  Guld
- 1983 –  Sølv
- 1987 –  Sølv
- 1989 –  Sølv
- 1991 –  Sølv
- 1993 –  Bronze
- 1995 – 4. plads
- 2000 –  Bronze
- 2002 – 6. plads
- 2004 –  Sølv
- 2006 – 5. plads
- 2008 – 6. plads
- 2010 –  Bronze
- 2012 – 4. plads
- 2014 – 9. plads
- 2016 –  Bronze
- 2018 – 6. plads

## Eksterne links
- IHF profil